# Токийская духовная семинария

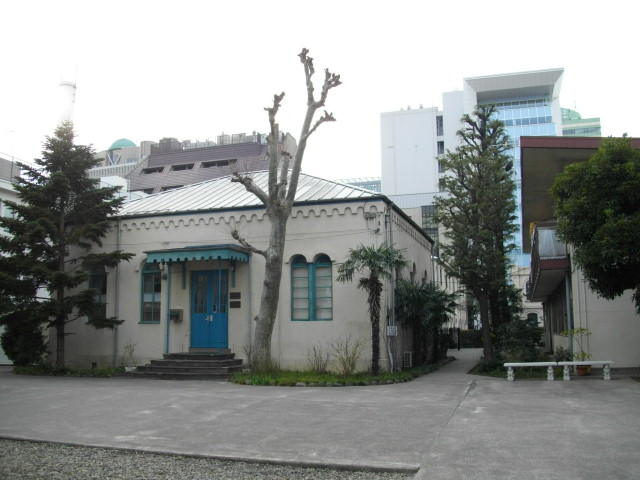

Токийская православная духовная семинария (東京正教神学院) — высшее учебное заведение Японской православной церкви, готовящее священно- и церковнослужителей.

## История

### Семинария в 1875—1919 годах
Сознавая, сколь необходима для будущих кандидатов священства научная подготовка, Николай Японский вскоре приступил к устройству духовной семинарии. Специально для этого поблизости от миссийских зданий он приобрёл несколько деревянных домиков, и их оборудовали под семинарию. Здесь же устроили и общежитие для учеников. Занятия начались в 1875 году. Семилетняя программа обучения в семинарии была аналогичной российским семинариям, но без преподавания классических языков. Принимались лица от 14 и до 60 лет. Однако со временем, чтобы семинаристов, которым исполнился 21 год, не привлекали на военную службу в период учёбы, в семинарию стали принимать с 13 лет. Наряду с богословским образованием семинария давала знание истории (российской и японской) и непременных для японцев китайских классиков. В программу входили также и ряд общеобразовательных предметов: алгебра, геометрия, география, психология, история философии.
В Семинарию японцы поступали обычно до крещения. В первые пять из семи лет обучения, давалось образование подобное университетскому. Уровень преподавания был настолько высок, что даже высокопоставленные японские чиновники отправляли туда своих детей. После 5-го курса, когда начиналось углублённое изучение богословских дисциплин, оставались только принявшие крещение. С 5-го курса студентам вменялось в обязанность самостоятельно проповедовать. В период конца XIX — начала XX века лучшие выпускники семинарии направлялись в Санкт-Петербургскую духовную Академию по окончании которой возвращались в качестве преподавателей и священнослужителей в Японию.
Первым ректором семинарии был сам Николай Японский, а первыми преподавателями русские члены Миссии: священники Гавриил Чаев (1870—1873); Владимир (Соколовский) (1879—1886), Гедеон (Покровский) (1885—1887), Сергий Глебов (1888—1904), Сергий (Страгородский) (1890—1894 и 1898). Архиепископ Николай преподавал в течение долгих лет догматическое богословие и впоследствии передал это дело ставшему ректором семинарии И. А. Сэнума, который получил высшее богословское образование в России. Из окончивших духовные академии в России в ней преподавали также Арсений Ивасава и Марк Саикаиси. Остальные преподаватели, её выпускники, прошли подготовительный к преподаванию курс при самой семинарии. Делами семинарии ведал совет преподавателей, который представлял все свои соображения и нужды на рассмотрение и утверждение Владыки Николая, до самых последних дней жизни уделявшего пристальное внимание семинарии, а её ректор почти ежедневно обязан был являться к нему с докладом.
В 1882 году для семинарии было построено здание. В 1897 году она переехала в новое здание, построенное на средства, пожертвованные будущим императором Николаем II во время его путешествия по Японии в 1891 году.
Число учеников варьировалось в зависимости от тех средств, которыми располагала семинария на их содержание, так как духовная школа полностью брала на себя расходы по их обучению и проживанию. В лучшие годы в семинарии обучалось до ста учеников, в худшие — их число уменьшалось наполовину. Преподавание велось на японском языке, однако первое время, за неимением богословских учебных книг на японском, пользовались учебниками на русском языке. В связи с этим особое внимание в семинарии обращалось на изучение русского языка, который считался обязательным, и в начальных классах ему посвящалось большое количество уроков. Усвоению русского языка способствовали спектакли, которые ставили сами семинаристы. Преподавание велось на японском языке. В классах ученики сидели на полу, по-японски. Моральный уровень воспитанников семинарии был чрезвычайно высок. Основной задачей семинарии было воспитание служителей Японской Православной Церкви.
С 1882 года, когда состоялся первый выпуск семинарии, в японскую общественную жизнь регулярно вливались десятки хорошо образованных молодых людей. Выходившие в миссии периодика и отдельные издания знакомили широкую публику с русской литературой: классикой (А. С. Пушкиным, А. В. Кольцовым, Н. А. Некрасовым) и новинками (Л. Н. Толстым, Ф. М. Достоевским, А. И. Куприным и др.). Многие выпускники семинарии стали впоследствии крупными переводчиками, заложившими основы русистики в Японии. Из числа воспитанников семинарии вышли многие японские государственные деятели и видные учёные, так как поступать в семинарию и учиться на низших курсах, где еще не преподавали богословские науки, могли не только христиане.
После смерти архиепископа Николая в 1912 году, его сменил его помощник архиепископ Сергий (Тихомиров), который продолжал работу своего предшественника в семинарии.
После революции 1917 года поступление денежных средств из России прекратилось. Для Японской Церкви, которая практически полностью зависела от пожертвований со стороны православных из России, денежные утраты являлись жизненным вопросом. В 1919 году было принято решение о закрытии Токийской духовной семинарии и женского духовного училища. Участок со зданиями бывших духовных школ был сдан в аренду. Эти здания сгорели дотла во время великого землетрясения Канто.

### Современная семинария
С вхождением Японской церкви в юрисдикцию Северо-Американской митрополии появилась финансовая поддержка для распространения Православия в Японии. В 1950 году было решено организовать при Николай-до краткие пастырские курсы, однако идея осталась нереализованной. Наконец, на Соборе 1953 года, во время которого японской пастве был представлен новый епископ Ириней (Бекиш), о. Самуилом Удзава и членом Консистории Петром Ямаути было внесено предложение об открытии на Суругадай духовной семинарии. Добившись мира с епископом Николаем (Оно), епископ Ириней занялся осуществлением и этого плана. В 1954 году он в течение двух месяцев находился в США; значительная сумма пожертвований собранная им за это время, позволила начать занятия в том же году. Церемония открытия духовной семинарии состоялась 17 октября 1954 года. Кроме того, во время пребывания в Америке в 1954 года епископ Ириней смог договориться и об обучении православных японцев в Свято-Владимирской духовной семинарии в Нью-Йорке. В сентябре 1954 года в США уехали двое первых студентов — Пётр Саяма и Кирилл Арихара.
Ректором стал сам епископ Ириней, а фактическое руководство принял на себя Александр Манабэ. На первых порах занятия проходили в здании Николай-гакуин — бывшем библиотечном корпусе у западных ворот. Но уже к сентябрю 1955 году был достроен второй этаж над прилегающим к епископскому особняку иерейским корпусом (в котором семинария в числе других служб размещалась ещё в 1874—1883 годах), после чего студенты переместились туда; в нём же устроили и общежитие. К преподаванию в семинарии были привлечены служившие на Суругадай священники, а также несколько столичных верующих, входивших в Консисторию; в программу были включены следующие дисциплины: Священное Писание Нового Завета (о. Самуил Удзава), Священное Писание Ветхого Завета (о. Иоанн Ёсимура), литургика (о. Тихон Ота), церковное пение (о. Василий Такэока), церковная история (протодиакон Матфей Судзуки), катехизация (Петр Ямаути), русский язык (о. Василий Такэока), английский язык (Моисей Баба). Срок обучения был рассчитан на 3 года.
В первый год в семинарию поступило 7 человек; четверо из них впоследствии стали священниками (в том числе оо. Михаил Хигути, Тимофей Тасаки, Василий Сакаи). К 1956 году в семинарии в общей сложности насчитывалось 18 учеников. В следующем 1957 году было создано женское отделение, куда поступили 3 ученицы: предполагалось, что получившие духовное образование девушки станут не только хорошими женами священников, но и смогу служить в провинциальных церквях регентами и даже катехизаторами. К концу 1950-х годов, однако, число семинаристов стало снижаться: в 1959 году оно составляло лишь 7 человек (число учениц женского отделения, напротив, увеличилось до 10 человек). Набор в Токийскую семинарию производился уже не каждый год.
В 1970 году Японская церковь вошла в юрисдикцию Московского Патриархата, получив автономию. Ко этому времени деятельность Токийской православной семинарии была приостановлена, и митрополиту Феодосию (Нагасиме) довелось, по существу, организовывать ее заново: «Православный богословский институт» официально был открыт на Суругадай 10 апреля 1973 года; к концу первого учебного года, однако, он состоял лишь из двух студентов и «0,1 % преподавательского состава в лице протопресвитера В. Такеока». После второго набора осенью 1974 года общее число студентов достигло 6 человек, но и в последующие годы количество учащихся оставалось низким. И потому проблема нехватки священнослужителей сегодня по-прежнему ощутима в Японской Церкви: на 2011 год в её штате насчитывался лишь 21 священник; настоятель каждого из приходов был вынужден разделять свои пастырские заботы между церквями в нескольких городах.

## Структура
С момента основания семинарии до настоящего времени преподавание ведется исключительно на японском языке силами священнослужителей и мирян Японской Православной Церкви.
В семинарию принимаются лица, решившие посвятить себя служению Японской Православной Церкви, как правило, имеющие законченное высшее образование. С согласия преподавательского совета в семинарию могут быть приняты лица, окончившие только школу высшей ступени, но в этом случае они обязаны получить университетское образование заочно.
Срок обучение в семинарии — три года плюс подготовительный курс с апреля по июль, который проходят все поступающие. По окончании курса сдается экзамен по этим предметам, письменно и устно. Затем преподавательский совет, учитывая успеваемость, образ жизни, проявления характера, решает, подходит ли данный молодой человек для православного служения.
Численность учащихся в Токийской семинарии всегда была небольшой и составляла от 1 до 10 человек (на 2007 год обучалось 2 студента).